# F 13 (sommergibile)
L'F 13 è stato un sommergibile della Regia Marina.

## Storia
Nella prima fase della sua vita operativa fu impegnato nell'usuale periodo di addestramento.
Nel settembre 1917, divenuto operativo, fu assegnato – al comando del tenente di vascello Manlio Tarantini – alla flottiglia di Ancona, avendo però come basi effettive alternativamente Venezia e Porto Corsini.
Il 16 novembre 1917 fu inviato, insieme al gemello F 11, al largo di Cortellazzo, a contrasto del bombardamento effettuato dalle corazzate austroungariche Wien e Budapest contro le batterie d'artiglieria e le linee italiane di quella località: l'intervento dei due sommergibili, di aerei e dei MAS 13 e 15 contribuì a disturbare l'azione nemica, sino al ritiro delle due corazzate. L'equipaggio dell'F 13 ricevette un encomio.
Svolse 11 missioni di guerra, sulle rotte commerciali austro-ungariche e su quelle che conducevano ai porti di Pola e Trieste.
Terminata la guerra, l'F 13 restò di base alternativamente a Pola e Venezia, venendo impiegato nell'addestramento degli allievi meccanici.
Nell'ottobre 1923 fu trasferito a Brindisi, facendo tappa, durante il trasferimento, a Pola, Zara e Lagosta.
Prese parte alle gare di lancio ed all'esercitazione dell'agosto 1924.
Nel febbraio 1926 fu di nuovo stanziato a Pola, facendo ritorno a Brindisi in agosto.
Nel 1927 prese parte ad una crociera addestrativa in Adriatico con altre navi italiane, e ad altri viaggi simili.
Messo poi ad equipaggio ridotto, fu radiato nel 1935 e demolito.